# Schösserberg
Der Schösserberg ist eine 377,9 m ü. NHN hohe, vollständig bewaldete Erhebung und befindet sich im Gerstunger Forst, einem geschlossenen Waldgebiet der  Gemeinde Gerstungen im Wartburgkreis in Thüringen. Naturräumlich zählt der Schösserberg zum östlichen Teil des Solztrottenwaldes im Richelsdorfer Gebirge. Der am Nordwestrand des Gerstunger Forstes gelegene Schösserberg  gehörte (vermutlich) zum Besitz der Gerstunger Amtsschösser (Finanzbeamte). Im 16. Jahrhundert befand sich unweit des Schösserberges im Kohlbachtal eine frühe Glashütte. Ob auch Waldungen des Schösserberges von den Glasmachern in Anspruch genommen wurden, muss noch erforscht werden.
Ein Gedenkstein am Kohlbachshäuschen erinnert an die Jagdausflüge der Herzöge von Sachsen-Weimar-Eisenach. Etwa 500 Meter westlich vom Schösserberg verläuft die hessisch-thüringische Landesgrenze. In der DDR-Zeit war das Waldgebiet unzugänglich und durch eine breite Schneise gesichert.